# 王卓超
王卓超（1911年—2002年），男，江西寻乌人，中华人民共和国政治人物，曾任江西省人民检察署检察长，江西省人民委员会副省长。